# Szabó Ferenc (színművész, 1900–1978)
Szabó Ferenc, Szabó Ferenc Mihály (Mágócs, Lajosszállás major (ma: Nagymágocs), 1900. szeptember 13. – Budapest, 1978. szeptember 28.) magyar színész.

## Életrajza
Szabó Ferenc kőműves mester és Déteisz Etelka fiaként született. Kezdetben banktisztviselőként dolgozott, majd 1924-ben Rózsahegyi Kálmán színiiskolájában tanult. Ezután beállt Faragó Sándor kaposvári társulatába, később Deák Lőrincnél, 1930-tól Radó Bélánál lépett fel bonvivánként. Ezután Budapestre ment, ahol a Fővárosi Operettszínházban lépett fel, de a Városi-, a Magyar-, a Belvárosi- és a Madách Színházban is játszott. Több filmben játszott epizódszerepet.

## Színházi szerepeiből
- Nyikolaj Vasziljevics Gogol: A revizor... Ljuljukov, nyugalmazott tisztviselő
- Victor Hugo: A királyasszony lovagja... Don Antonio Ubilla
- George Bernard Shaw: Caesar és Cleopatra... Majordomus
- Mitch Leigh – Joe Darion: La Mancha lovagja... Paco, öszvérhajcsár
- Sarkadi Imre: Út a tanyákról... Nagygyörgy Vendel
- Gergely Márta: Száz nap házasság... Egy férfi válófélben
- Vészi Endre: Varjú doktor... Vendég
- Gyárfás Miklós: Lomb ezredes mennybemenetele... Szerkesztőségi altiszt
- Szép Ernő: Lila ákác... Koldus

## Filmes szerepei
- Piri mindent tud (1932) – kanáritulajdonos a versenyen
- Lila akác (1934) – statiszta az étteremben
- Ez a villa eladó (1935) – pincér
- A csúnya lány (1935) – szállodainas
- Szerelmi álmok (1935) – katonatiszt, statiszta a bálon
- Nem élhetek muzsikaszó nélkül (1935) – statiszta a mulatságon
- Szent Péter esernyője (1935) – járókelő a bábaszéki búcsúban
- Barátságos arcot kérek! (1935) – vendég az estélyen
- Ember a híd alatt (1936) – statiszta az Operában
- Pókháló (1936) – táncoló statiszta az étteremben
- Három sárkány (1936) – kaszinójátékos
- Tisztelet a kivételnek (1936) – statiszta a mozipénztárnál
- Segítség, örököltem! (1937) – Bartháék inasa
- Édes a bosszú (1937) – tőzsdei üzletember
- A falu rossza (1937) – táncoló legény a lakodalomban
- Családi pótlék (1937) – táncoló férfi az estélyen
- Pillanatnyi pénzzavar (1937-38) – vendég a restiben
- Elcserélt ember (1938) – vendég a bálon
- Döntő pillanat (1938) – jegyvásárló az újhelyi színházban
- Fekete gyémántok (1938) – üzletember a tőzsdén
- A piros bugyelláris (1938) – huszár
- Rozmaring (1938) – vendég a bárban és a násznép tagja
- Szegény gazdagok (1938) – pandúr
- Süt a nap (1938) – templomi hívő
- A varieté csillagai (1938) – néző
- Gyimesi vadvirág (1938) – férfi a kocsmában
- Fehérvári huszárok (1938) - vendég Selmeczy báró estélyén
- Nincsenek véletlenek (1938) – mentős
- Toprini nász (1939) – zenész a lakodalomban
- 5 óra 40 (1939) – rendőr
- Pénz áll a házhoz (1939) – londiner
- Tökéletes férfi (1939) – statiszta a bárban
- Karosszék (1939) – statiszta az árverésen
- A miniszter barátja (1939) – mérnök
- Hat hét boldogság (1939) – a „Három Garas” asztaltársaság tagja
- Férjet keresek (1939-40) – vendég az estélyen
- Sarajevo (1940) – Vaszilij Grigorica, katona a sorozáson
- Erzsébet királyné (1940) – ajtónálló lakáj a királynőnél
- Dankó Pista (1940) – vendég az orosz mulatóban
- Ismeretlen ellenfél (1940) - kémelhárítás embere
- Hazajáró lélek (1940) – bárpincér
- Mindenki mást szeret (1940) – Horváth páciense
- Zárt tárgyalás (1940) – Barabás börtönőr
- Cserebere (1940) – vendég az étteremben
- Beáta és az ördög (1940) – műtőssegéd
- Elnémult harangok (1940) – pásztor
- Sárga Rózsa (1940) – csendőr
- Gyurkovics fiúk (1940-41) – pincér az Orfeumban
- Balkezes angyal (1940-41) – Palotay inasa Mezőcsáton
- Egy csók és más semmi (1941) – londíner
- Európa nem válaszol (1941) – pincér a hajón
- Magdolna (1941) – inas az estélyen
- Édes ellenfél (1941) – szállodai londíner
- Leányvásár (1941) – statiszta a bíróságon
- Szüts Mara házassága (1941) – Simaházy inasa
- Ne kérdezd, ki voltam (1941) – pincér a szállodában
- A beszélő köntös (1941) – kecskeméti polgár
- Csákó és kalap (1941) – katona
- Szabotázs (1941)
- Háry János (1941) – császári szolga
- Életre ítéltek! (1941) – ápoló
- Kísértés (1941) – bírósági altiszt
- Haláltánc (1941)
- Az utolsó dal (1941) – bányászlegény
- Kádár kontra Kerekes (1941) – felszolgáló a kocsmában
- Akit elkap az ár (1941) – Szűcs, tisztviselő
- Egy asszony visszanéz (1941-42) – orvos
- Behajtani tilos (1942) – beteghordó
- Tavaszi szonáta (1942) – Pálosék inasa
- Szép csillag (1942)
- Szíriusz (1942) – vendég az estélyen
- Házasság (1942) –  kórházi portás
- Fráter Loránd (1942) – pincér az Annabálon
- Negyedíziglen (1942) – szovjet katona
- Szerelmi láz (1942) – postás
- Férfihűség (1942) – kalauz
- Külvárosi őrszoba (1942) – irodista a börtönben
- Négylovas hintó (1942) – állomásfőnök
- Éjféli gyors (1942) – orvos
- Üzenet a Volga-partról (1942) – Varga honvéd
- Fekete hajnal (1942) – inas
- Katyi (1942) – látogatóba jött férfi
- A láp virága (1942) – pincér
- Szeptember végén (1942) – színházi ügyelő
- Házassággal kezdődik (1942-43) – sofőr
- Jómadár (1943) – vendég az Aranykakasban
- Sárga kaszinó (1943) – eladó a lemezboltban
- Anyámasszony katonája (1943)
- Megálmodtalak (1943) – vendég a hangversenyen
- Kerek Ferkó (1943) – utas a vonaton
- És a vakok látnak… (1943) – postás
- Nemes Rózsa (1943) – inas
- Tengerparti randevú (1943, magyar-bolgár) – szállodaportás
- Boldog idők (1943) – vendég az estélyen
- Fehér vonat (1943)
- Magyar sasok (1943) – Inkey Györgyné inasa
- Viharbrigád (1943) – vendég az Aranyhalban
- Nászinduló (1943) – diák
- Zörgetnek az ablakon (1943)
- Egy gép nem tért vissza (1943-44) – rádiós
- Vihar után (1944) – trafikban újságot olvasó férfi
- Afrikai vőlegény (1944) – Nagy János, férfi a postán
- A három galamb (1944) – táncmester
- Rémhír (1944, rövid)
- Ludas Matyi (1949) – nemes az alispán-választáson
- Úri muri (1949) – vendég a murin
- Felszabadult föld (1951) – SS őrmester
- Első fecskék (1952)
- Állami Áruház (1953) – áruházi eladó
- Gerolsteini kaland (1957)
- Dani (1957) (nem jelzett)
- Házasodj Ausztria! (1965, TV film)
- Egy óra múlva itt vagyok, TV-sorozat "Fuvaros" c. epizód (1971, TV)
- Makra (1972)
- Jelenidő (1972) – Gyula bácsi
- Tűzoltó utca 25. (1973)
- Vállald önmagadat (1974) – Vass Henrik
- Svédcsavar (1975, TV)